# Vladimir Osmajić
Vladimir Osmajić (serbisch-kyrillisch Владимир Осмајић; * 17. März 1980 in Plužine, SR Montenegro, SFR Jugoslawien) ist ein ehemaliger montenegrinischer Handballspieler. Er ist 2,00 m groß und wiegt 101 kg.
Osmajić wurde meist im linken Rückraum eingesetzt.

## Karriere
Vladimir Osmajić debütierte für den RK Roter Stern Belgrad in der ersten serbisch-montenegrinischen Liga. Dort gewann er 1998 die nationale Meisterschaft, stand in den folgenden Jahren aber stets mehr im Schatten anderer Mannschaften. 2002 nun wechselte er zum Stadtrivalen und damaligen Meister RK Partizan Belgrad, er 2003 erneut die Meisterschaft gewann. Allerdings erhielt er nur wenige Einsatzzeiten, sodass er sich im Oktober 2003 zunächst Železničar Niš anschloss. Am Ende der Saison zog er weiter zu UHK West Wien nach Österreich, wo er zwei Jahre spielte; 2006 ging er zu Nit-Hak in Norwegen. Im April 2007 wurde er vom spanischen Erstligisten BM Altea als Ersatz für Alexander Buchmann verpflichtet; als der Verein allerdings im Sommer aufgrund finanzieller Probleme seine Spiellizenz abgab, heuerte Osmajić beim SC Szeged in Ungarn an. Dort gewann er 2008 den ungarischen Pokal. 2010 unterschrieb er einen Vertrag beim slowenischen Verein RK Koper, mit dem er 2011 Meister, Pokalsieger und Sieger des EHF Challenge Cups wurde. Drei Jahre später wechselte er zum französischen Erstligisten Fenix Toulouse Handball. Seine Karriere beendete er 2019 in seiner Heimat bei Budvanska Rivijera.
Vladimir Osmajić hatte schon Länderspiele für die Handballnationalmannschaft des ehemaligen Serbien-Montenegro bestritten, als er 2006 die montenegrinische Staatsbürgerschaft annahm. Seitdem spielte er für die neu gegründete montenegrinische Männer-Handballnationalmannschaft. Mit dieser nahm er auch an der Europameisterschaft 2008 in Norwegen und der Weltmeisterschaft 2013 in Spanien teil.